# トリヴィア
トリヴィア、トリビア (英: trivia) は、「くだらないこと、瑣末なこと、雑学的な事柄や知識、豆知識」を指す。
一説に、ラテン語で「三叉路」3 (tres) + 道 (via) を意味する言葉で、古代ローマの都市において三叉路が多かったことから、「どこにでもある場所」「ありふれた場所」を指すようになり、さらに転じて、くだらないこと、瑣末なことを意味するようになったという。また、中世の教養科目（リベラル・アーツ）のうち基本となる3つ（文法・修辞学・弁証法）のことをtrivium（三学、複数形でtrivia）と呼んだため、そこから「初歩的でつまらない」という意味が生じたともいう。もっとも、この意味においては「些末な雑談」「断片的な外題学問」といった現在の用法とは本来ならば正反対となる筈である。
形容詞はトリヴィアル (trivial)。数学では、ごく基本的で明らかなことを指してtrivial（「自明な」と訳される）という用語をよく使う。
日本語では後述のテレビ番組のトリビアの泉の意味としてトリヴィアが用いられることがあるが、意味を番組のことのみと断定したり、番組発の言葉であるとするのは誤りである。

## アメリカ
- アメリカでは1980年代にトリビアを集めたペーパーバックが人気を呼んだ[1]。

## 日本
- 1988年 - 『スーパートリビア事典』が発行される。[2]
- 2002年 - 番組『トリビアの泉 〜素晴らしきムダ知識〜』がフジテレビ系列で放送された。また、番組の影響で「雑学的な事柄や知識」という意味で浸透した。